# Distretto di Socabaya
Il distretto di Socabaya è un distretto del Perù nella provincia di Arequipa (regione di Arequipa) con 59.671 abitanti al censimento 2007 dei quali 59.266 urbani e 405 rurali.
È stato istituito fin dall'indipendenzza del Perù.